# Stemphylium dendriticum
Stemphylium dendriticum är en svampart som beskrevs av Sousa da Câmara 1930. Stemphylium dendriticum ingår i släktet Stemphylium och familjen Pleosporaceae.   Inga underarter finns listade i Catalogue of Life.